# Liga Premier de Bielorrusia 2016
La temporada 2016 fue la 26.ª edición de la Liga Premier de Bielorrusia, la máxima categoría del fútbol en Bielorrusia. Comenzó el 1 de abril de 2016 y acabó el 27 de noviembre de 2016. El BATE Borisov revalidó el título a falta de cuatro jornadas para el final.

## Ascensos y descensos
Tras la ampliación de equipos, de 14 a 16, los tres equipos que ascendieron de la Primera Liga de Bielorrusia son FC Isloch Minsk Raion, FC Gorodeya y FC Krumkachy Minsk.
El último clasificado la temporada anterior fue el FC Gomel, descendiendo a la Primera Liga de Bielorrusia.
| Pos. | Descendidos de la Liga Premier 2015 |
| ---- | ----------------------------------- |
| 12.º | Gomel                               |

| Pos. | Ascendidos de la Pershaya Liha 2015 |
| ---- | ----------------------------------- |
| 1º   | Isloch Minsk                        |
| 2º   | Gorodeya                            |
| 3º   | Krumkachy Minsk                     |

## Formato de competición
Los dieciséis equipos participantes jugaron entre sí todos contra todos dos veces totalizando 30 partidos cada uno, al término de la fecha 30 el primer clasificado se coronó campeón y obtuvo un cupo para la segunda ronda de la Liga de Campeones 2017-18, mientras que el segundo y tercer clasificado obtuvieron un cupo para la primera ronda de la Liga Europa 2017-18; por otro lado los dos últimos clasificados descendieron a la Primera Liga de Bielorrusia 2017.
Un tercer cupo para la segunda ronda de la Liga Europa 2017-18 fue asignado al campeón de la Copa de Bielorrusia.

## Información de los equipos
| Club                | Ciudad       | Estadio                    | Capacidad | Marcas  |
| ------------------- | ------------ | -------------------------- | --------- | ------- |
| BATE Borisov        | Borisov      | Borisov Arena              | 12,896    | Joma    |
| Belshina Bobruisk   | Babruysk     | Spartak Stadium            | 3,700     | Puma    |
| Dinamo Brest        | Brest        | OSK Brestskiy              | 10,060    | Joma    |
| Dinamo Minsk        | Minsk        | Traktor Stadium            | 16,500    | Nike    |
| Gorodeya            | Haradzeya    | Gorodeya Stadium           | 1,600     | Adidas  |
| Granit Mikashevichi | Mikashevichy | Polesye Stadium (Luninets) | 3,100     | Adidas  |
| Isloch Minsk Raion  | Molodechno   | City Stadium (Molodechno)1 | 4,800     | Joma    |
| Krumkachy Minsk     | Minsk        | FC Minsk Stadium2          | 3,000     | Patrick |
| Minsk               | Minsk        | FC Minsk Stadium           | 3,000     | Joma    |
| Naftan Novopolotsk  | Navapolatsk  | Atlant Stadium             | 4,500     | Nike    |
| Neman Grodno        | Grodno       | Neman Stadium              | 8,500     | Umbro   |
| Shakhtyor Soligorsk | Soligorsk    | Stroitel Stadium           | 4,200     | Adidas  |
| Slavia Mozyr        | Mazyr        | Yunost Stadium             | 5,300     | Umbro   |
| Slutsk              | Slutsk       | City Stadium               | 1,896     | Adidas  |
| Torpedo-BelAZ       | Zhodzina     | Torpedo Stadium            | 3,020     | Adidas  |
| Vitebsk             | Vitebsk      | Vitebsky CSK               | 8,100     | Nike    |

## Tabla de posiciones
| Pos. | Equipo              | Pts. | PJ | G  | E  | P  | GF | GC | Dif. | Clasificación y descenso 2017–18            |
| ---- | ------------------- | ---- | -- | -- | -- | -- | -- | -- | ---- | ------------------------------------------- |
| 1    | BATE Borisov (C)    | 70   | 30 | 22 | 4  | 4  | 73 | 25 | +48  | Segunda ronda de la Liga de Campeones       |
| 2    | Shakhtyor Soligorsk | 59   | 30 | 17 | 8  | 5  | 46 | 20 | +26  | Primera ronda de la Liga Europa             |
| 3    | Dinamo Minsk        | 55   | 30 | 15 | 10 | 5  | 46 | 28 | +18  | Primera ronda de la Liga Europa             |
| 4    | Minsk               | 53   | 30 | 15 | 8  | 7  | 49 | 24 | +25  |                                             |
| 5    | Torpedo Zhodino     | 48   | 30 | 13 | 9  | 8  | 47 | 33 | +14  |                                             |
| 6    | Vitebsk             | 42   | 30 | 12 | 6  | 12 | 30 | 26 | +4   |                                             |
| 7    | Isloch Minsk Raion  | 41   | 30 | 11 | 8  | 11 | 33 | 39 | −6   |                                             |
| 8    | Dinamo Brest        | 40   | 30 | 11 | 7  | 12 | 38 | 38 | 0    | Segunda ronda de la Liga Europa             |
| 9    | Gorodeya            | 38   | 30 | 8  | 14 | 8  | 36 | 39 | −3   |                                             |
| 10   | Slavia Mozyr        | 35   | 30 | 9  | 8  | 13 | 33 | 49 | −16  |                                             |
| 11   | Krumkachy Minsk     | 33   | 30 | 9  | 6  | 15 | 24 | 39 | −15  |                                             |
| 12   | Slutsk              | 30   | 30 | 6  | 12 | 12 | 22 | 34 | −12  |                                             |
| 13   | Naftan              | 29   | 30 | 7  | 8  | 15 | 25 | 46 | −21  |                                             |
| 14   | Neman Grodno        | 29   | 30 | 7  | 8  | 15 | 21 | 36 | −15  |                                             |
| 15   | Belshyna            | 25   | 30 | 5  | 10 | 15 | 34 | 45 | −11  | Descenso a Primera Liga de Bielorrusia 2017 |
| 16   | Granit Mikashevichi | 25   | 30 | 5  | 10 | 15 | 20 | 56 | −36  | Descenso a Primera Liga de Bielorrusia 2017 |

Actualizado a los partidos jugados el 27 de noviembre de 2016.
 Fuente: football.by, Soccerway
Criterios de clasificación: 1) Puntos; 2) puntos entre sí; 3) diferencia de goles; 4) Goles marcados.
Notas:
1. ↑  El Dinamo Brest obtuvo un cupo para la Segunda ronda de la Liga Europa 2017-18 tras ganar la Copa de Bielorrusia 2016-17.

## Resultados cruzados
| Local \ Visitante   | BAT | BEL | DBR | DMI | GOR | GRA | ISL | KRU | MIN | NAF | NEM | SHA | SLA | SLU | TOR | VIT |
| ------------------- | --- | --- | --- | --- | --- | --- | --- | --- | --- | --- | --- | --- | --- | --- | --- | --- |
| BATE Borisov        | —   | 2–1 | 2–0 | 3–3 | 5–0 | 4–0 | 4–1 | 5–0 | 3–1 | 4–1 | 4–0 | 2–0 | 0–0 | 3–0 | 1–2 | 1–0 |
| Belshyna            | 2–3 | —   | 4–2 | 1–2 | 0–2 | 1–1 | 0–0 | 1–1 | 0–2 | 1–0 | 1–1 | 0–1 | 2–2 | 0–0 | 1–3 | 0–1 |
| Dinamo Brest        | 1–4 | 2–1 | —   | 1–4 | 1–1 | 1–0 | 1–1 | 1–2 | 0–3 | 1–1 | 2–0 | 1–2 | 0–0 | 0–0 | 3–2 | 3–0 |
| Dinamo Minsk        | 1–1 | 3–1 | 2–1 | —   | 2–0 | 5–0 | 1–0 | 2–0 | 1–0 | 3–1 | 0–1 | 1–3 | 1–0 | 1–1 | 1–1 | 1–0 |
| Gorodeya            | 1–1 | 1–1 | 1–1 | 0–0 | —   | 2–0 | 0–0 | 1–1 | 1–2 | 3–0 | 2–1 | 0–1 | 4–2 | 2–0 | 3–3 | 0–2 |
| Granit Mikashevichi | 0–1 | 0–4 | 2–1 | 1–1 | 0–0 | —   | 0–1 | 1–1 | 0–7 | 1–3 | 0–1 | 1–1 | 0–0 | 2–1 | 1–1 | 0–3 |
| Isloch Minsk Raion  | 1–3 | 2–3 | 0–3 | 3–1 | 2–0 | 3–2 | —   | 0–0 | 0–4 | 2–0 | 0–0 | 1–3 | 0–1 | 2–0 | 3–2 | 0–0 |
| Krumkachy Minsk     | 0–3 | 2–1 | 0–0 | 4–1 | 0–1 | 2–1 | 0–1 | —   | 0–1 | 2–0 | 2–1 | 0–1 | 1–0 | 0–3 | 0–2 | 1–0 |
| Minsk               | 2–3 | 1–1 | 0–1 | 0–0 | 3–1 | 0–0 | 0–1 | 1–0 | —   | 4–0 | 0–1 | 1–0 | 6–2 | 5–2 | 0–0 | 1–0 |
| Naftan              | 3–2 | 2–2 | 1–0 | 1–1 | 0–0 | 1–1 | 0–2 | 1–0 | 1–1 | —   | 2–0 | 1–1 | 0–1 | 1–0 | 1–3 | 1–2 |
| Neman Grodno        | 0–1 | 1–0 | 0–4 | 2–3 | 3–0 | 1–1 | 2–1 | 2–2 | 0–1 | 0–1 | —   | 0–1 | 3–1 | 0–0 | 0–3 | 0–0 |
| Shakhtyor Soligorsk | 0–2 | 3–0 | 3–1 | 0–0 | 2–2 | 4–0 | 3–0 | 0–2 | 0–0 | 2–0 | 1–0 | —   | 5–1 | 0–0 | 3–0 | 1–0 |
| Slavia Mozyr        | 2–1 | 0–2 | 1–4 | 1–0 | 3–3 | 1–3 | 2–1 | 1–0 | 6–2 | 2–0 | 1–0 | 1–1 | —   | 1–1 | 0–1 | 0–4 |
| Slutsk              | 0–2 | 2–1 | 0–1 | 1–1 | 1–1 | 0–1 | 2–2 | 2–0 | 0–1 | 1–1 | 0–0 | 1–0 | 1–0 | —   | 1–1 | 2–1 |
| Torpedo Zhodino     | 1–2 | 2–2 | 0–1 | 0–2 | 1–3 | 5–0 | 1–1 | 3–0 | 0–0 | 2–1 | 1–0 | 1–1 | 2–0 | 2–0 | —   | 1–2 |
| Vitebsk             | 2–1 | 1–0 | 1–0 | 0–2 | 1–1 | 0–1 | 1–2 | 2–1 | 0–0 | 2–0 | 1–1 | 1–3 | 1–1 | 2–0 | 0–1 | —   |

| 1. |

## Goleadores
| Pos. | Jugador            | Club                             | Goles |
| ---- | ------------------ | -------------------------------- | ----- |
| 1    | Vitali Rodionov    | BATE Borisov                     | 15    |
| 1    | Mikhail Gordeichuk | BATE Borisov                     | 15    |
| 3    | Vadzim Dzemidovich | Torpedo Zhodino                  | 12    |
| 3    | Mikalay Yanush     | Shakhtyor Soligorsk              | 12    |
| 5    | Joel Fameyeh       | Minsk                            | 10    |
| 6    | Dzyanis Laptsew    | Slavia Mozyr/Shakhtyor Soligorsk | 9     |
| 6    | Roman Volkov       | Vitebsk                          | 9     |
| 8    | Valerian Gvilia    | Minsk/BATE Borisov               | 8     |
| 8    | Dzmitry Lebedzew   | Gorodeya                         | 8     |
| 8    | Anton Saroka       | Gorodeya                         | 8     |

Actualizado a partidos disputados el 27 de noviembre de 2016
 Fuente: soccerway.com